# Glaukofán
A glaukofán a szilikátok osztálya amfibolok csoportjába tartozó ásványfaj. Elnevezésének eredete: glaukosz = kék, phanesz = megjelenő (phainein = mutat, phaneszthain = megjelenik); görög.

## Kémiai és fizikai tulajdonságai
- Képlete: Na2(Mg,Fe²)3Al2[Si8O22(OH)2]
- Szimmetriája: monoklin (prizmás)
- Sűrűsége: 3,08-3,22 g/cm³ (a Fe-tartalom függvényében)
- Keménysége: 6 (a Mohs-féle keménységi skála alapján)
- Hasadása: kiváló (110 szerint)
- Színe: sötétkék, fekete, kékesszürke
- Fénye: üveg- illetve gyöngyházfényű

## Szerkezete
Kristályrácsa végtelen, két SiO4-tetraéder lánc összekapcsolódásából kialakuló "szalagokat" tartalmaz, melyeknek alapegysége az Si4O116-csoport. Az inoszilikátok alosztályába tartozó ásvány.

## Megjelenési formái, genetikája
Oszlopos, szálas vagy tűs megjelenésű, ritkán sugaras halmazokat alkot.
Jellegzetes metamorf ásvány. A glaukofánpala, illetve az ún. kékpala jellegzetes elegyrésze. Nagynyomású metamorf környezetben (szubdukciós övekben) lawsonittal, jadeittel és pumpellyittel társul. Egyes amfibolitokban, gneiszben, eklogitban is megtalálható. Bizonyos körülmények között diallágból keletkezik másodlagos folyamatok révén.

## Változatai
- crossit = átmeneti tag a glaukofán és a riebeckit között

## Rokon ásványfajok
- riebeckit
- arfvedsonit
- amfibolok